# Tracy-Lee Elliott
Pour les articles homonymes, voir Elliott.
Tracy-Lee Elliott, née en 1975, est une nageuse sud-africaine.

## Carrière
Tracy-Lee Elliott dispute les finales des relais 4 x 100 mètres nage libre et 4 x 100 mètres quatre nages des Championnats du monde de natation en petit bassin 1993 à Palma, terminant respectivement aux 6e et 7e places. Elle termine ensuite quatrième de la finale du relais 4 x 100 mètres nage libre aux Jeux du Commonwealth de 1994 à Victoria.
Elle remporte aux Jeux africains de 1995 à Harare la médaille d'or des 200 et 400 mètres nage libre ainsi que du relais 4 x 200 mètres nage libre ainsi que la médaille d'argent du 800 mètres nage libre.